# Julie Bresset
Julie Bresset (ur. 9 czerwca 1989 r. w Plœuc-sur-Lié) – francuska kolarka górska, mistrzyni olimpijska, pięciokrotna medalistka mistrzostw świata, złota medalistka mistrzostw Europy oraz zdobywczyni Pucharu Świata w kolarstwie górskim.

## Kariera
Swój pierwszy międzynarodowy sukces osiągnęła w 2009 roku, kiedy to wywalczyła brązowy medal mistrzostw świata w kolarstwie górskim w kategorii do 23 lat. W 2010 roku wystąpiła w kilku zawodach Pucharu Świata w kolarstwie górskim, ale ani razu nie stanęła na podium. Jednak już w sezonie 2011 w pięciu z siedmiu rozegranych zawodów stawała na podium, w tym dwa razy zwyciężając. Wyniki te pozwoliły jej na zwycięstwo w klasyfikacji generalnej cross-country. Została tym samym pierwszą francuską kolarką górską, która zdobyła Puchar Świata w cross-country. Została także mistrzynią Europy seniorów w sztafecie. Na mistrzostwach świata w Champéry zdobyła złoto w sztafecie oraz w cross-country w kategorii do 23 lat. W 2012 na igrzyskach olimpijskich w Londynie zdobyła złoty medal w kolarstwie górskim. We wrześniu tego samego roku została ponadto mistrzynią świata w cross-country oraz wicemistrzynią w sztafecie na mistrzostwach świata w Leogang. Takim samym wynikiem zakończyła również starty podczas mistrzostw świata w Pietermaritzburgu.
Julie Bresset jest także mistrzynią Francji seniorek z 2010 i 2011 roku.